# Wallace (Idaho)
Wallace is een plaats (city) in de Amerikaanse staat Idaho, en valt bestuurlijk gezien onder Shoshone County.

## Demografie
Bij de volkstelling in 2000 werd het aantal inwoners vastgesteld op 960.
In 2006 is het aantal inwoners door het United States Census Bureau geschat op 907, een daling van 53 (-5,5%). In 2012 werd het aantal inwoners op 780 geschat.

## Geografie
Volgens het United States Census Bureau beslaat de plaats een oppervlakte van
2,3 km², geheel bestaande uit land. Wallace ligt op ongeveer 904 m boven zeeniveau.

## Plaatsen in de nabije omgeving
De onderstaande figuur toont nabijgelegen plaatsen in een straal van 28 km rond Wallace.

## Geboren in Wallace
- Lana Turner (1921-1995), actrice